# Lobkovický palác (Pražský hrad)
Lobkovický palác (též Lobkowiczký či Lobkowitzský, dříve Pernštejnský) je barokní stavba ve spodní části Jiřské ulice na Pražském hradě, sousedící s bývalým Ústavem šlechtičen (dříve Rožmberským palácem). Je vlastněný rodinou Lobkoviců a jako takový je jedinou soukromě vlastněnou částí Pražského hradu.

## Historie

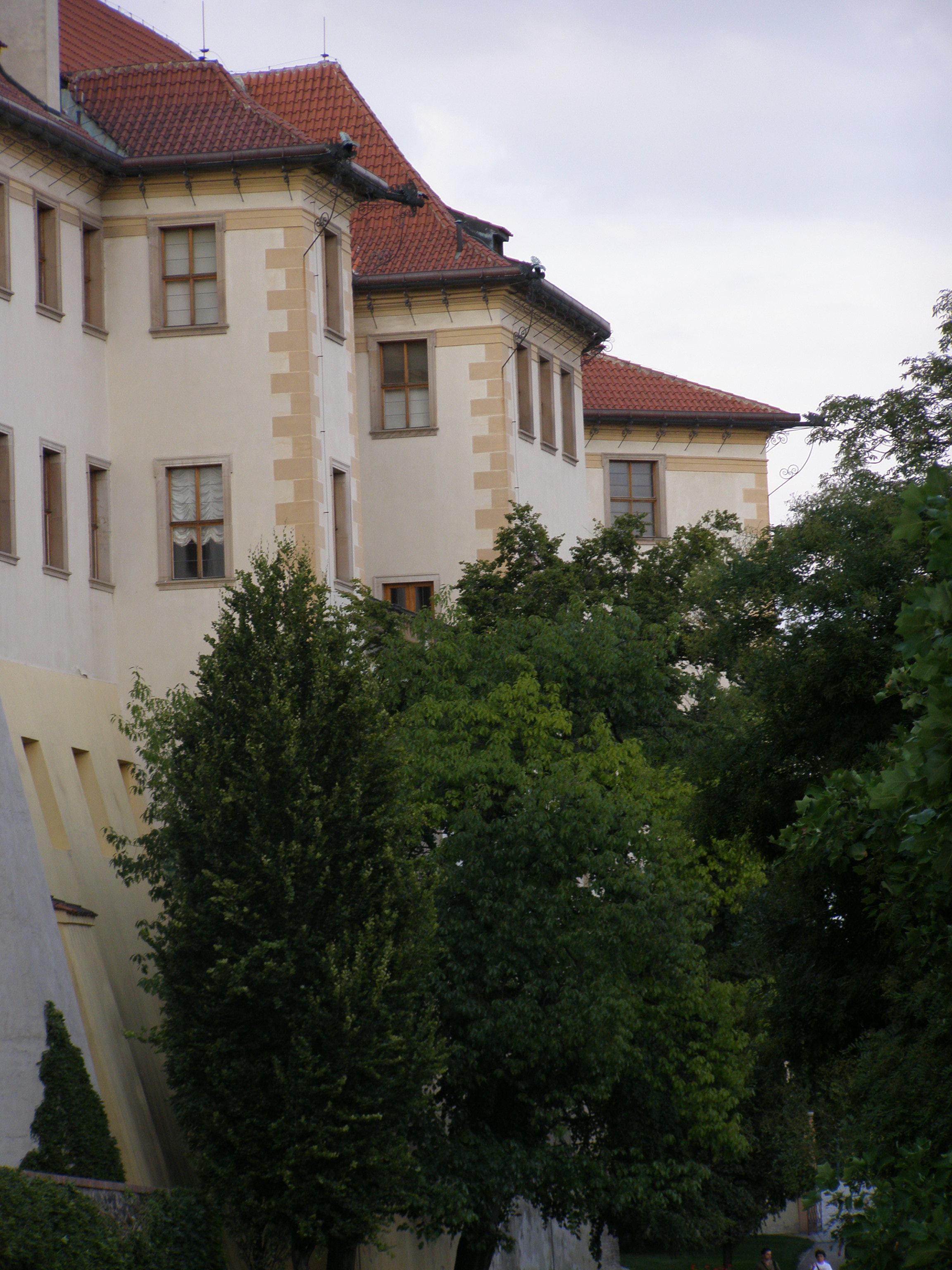
Lobkowiczký palác, pohled ze zahrady Na Valech.

Ve 13. století na místě paláce stávalo několik obytných domů, později dva mohutné gotické domy českých šlechticů. Palácový objekt začal stavět před polovinou 16. století Wolf Krajíř z Krajku a po něm pokračovali v letech 1555–1562 a 1570–1576 Jaroslav z Pernštejna a Vratislav II. z Pernštejna. Původní renesanční Pernštejnský palác měl čtyři křídla kolem nádvoří.

### Události doby reformace
V roce 1618 se zde po tzv. druhé pražské defenestraci před protestanty ukryli místodržící Slavata a Martinic. V roce 1627 palác získala Polyxena z Pernštejna, provdaná za Zdeňka Vojtěcha z Lobkovic, a provedla poslední renesanční úpravy. V letech 1651–1668 palác barokně přestavěl architekt Carlo Lurago pro jejího syna Václava Eusebia z Lobkovic, tehdejšího českého královského místodržícího.

### 19. století
Kolem roku 1810 byl palác upraven klasicistně (jako autor je uváděn František Pavíček) a dále adaptován v letech 1861–1862, kdy byl příčkami rozdělen velký sál s iluzivními malbami.

### 20. století

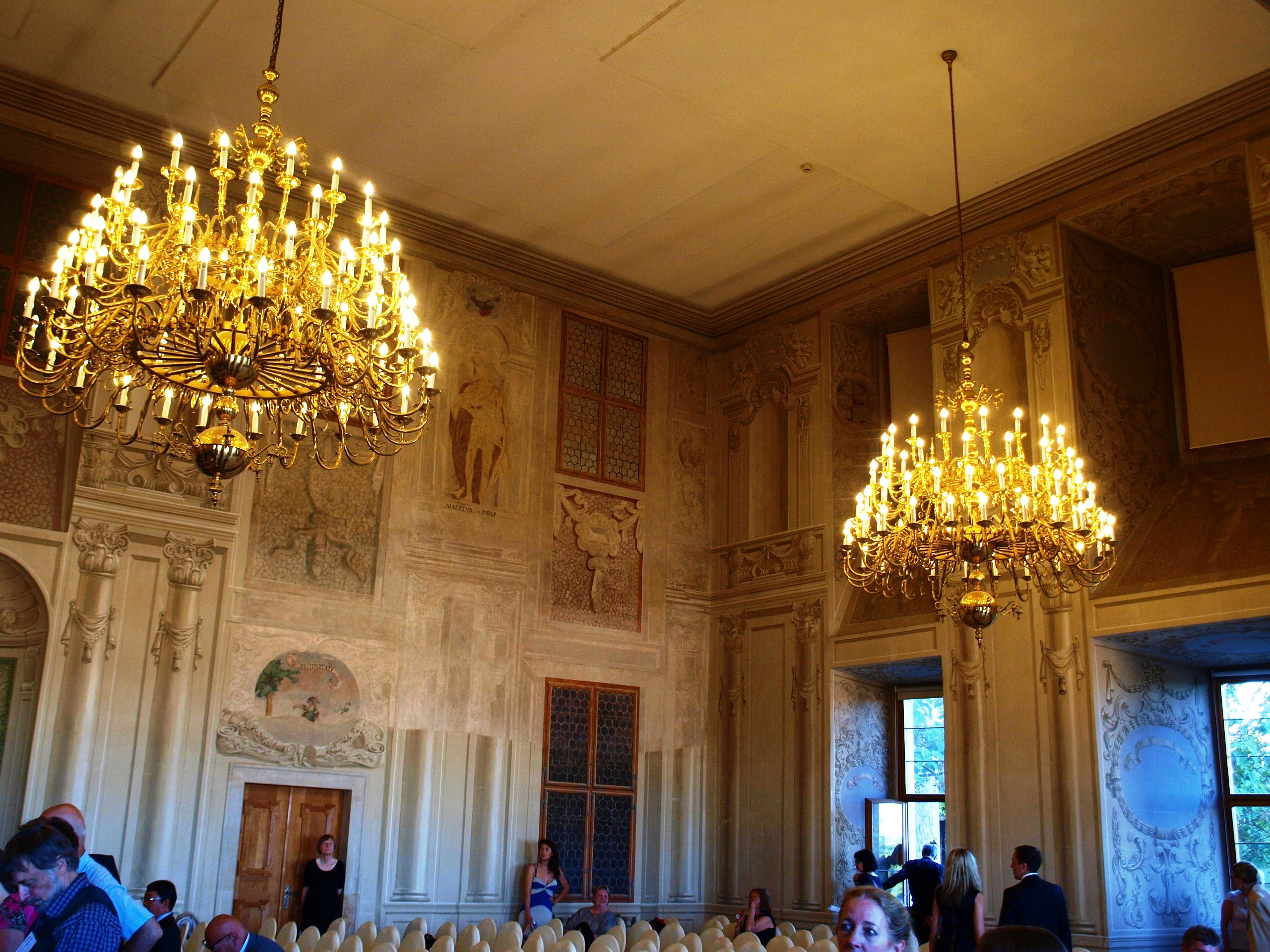
Velký sál v patře Lobkovického paláce

V době nacistické okupace a následných komunistických vlád byl majetek Lobkoviců včetně paláců dvakrát zkonfiskován.
V roce 1973 prošel palác rozsáhlou rekonstrukcí, která trvala 13 let, a v roce 1987 sem byla umístěna historická expozice Národního muzea.

### 21. století
V roce 2002 byl palác v restituci navrácen rodu Lobkowiczů. V lednu 2006 zde byla zrušena expozice Národního muzea a v roce 2007 byl palác znovu otevřen veřejnosti. V prvním patře paláce se v původní podobě dochovala rodová kaple sv. Václava a dva sály z třetí čtvrtiny 17. století. Ve druhém patře se nacházejí umělecké sbírky rodu Lobkowiczů.